# Otto Mannheimer (journalist)
Otto Mannheimer, född 15 september 1944 i Solna församling, är en svensk kulturjournalist, översättare och författare.

## Biografi
Otto Mannheimer är son till läkaren Edgar Mannheimer och hans andra hustru Viveka von Essen (omgift af Sillén) samt halvbror till skådespelerskan Bodil Mannheimer och sonson till politikern Otto Mannheimer.
Otto Mannheimer blev filosofie kandidat vid Lunds universitet 1969. Han är sedan många år tillbaka litteraturkritiker och kulturjournalist som varit knuten till Göteborgs-Posten 1975–1977, Expressen 1977–1980 och sedan 1980 Dagens Nyheter. Han har varit medarbetare i Bonniers Litterära Magasin, Ord & Bild och Allt om Böcker. Han är redaktör för Panache-serien på Bonniers förlag.
Han har översatt bland andra Isaac Deutscher, Auguste Comte, Victor Serge och Philip Roth. Han blev ledamot i Svenska pennklubben 1980 och styrelseledamot i Sveriges författarfond 1982.

### Familj
Mannheimer var 1966–1975 gift med Eva Björkander (född 1945) och från 1998 med utrikeskorrespondenten Cecilia Uddén (född 1960).

## Priser och utmärkelser
- 1988 – Gun och Olof Engqvists stipendium